# Eannatum I
Eannatum (en sumeri, 𒂍𒀭𒈾𒁺) va ser ensi de Lagaix cap al 2470 aC a 2430 aC. Era fill (i successor) d'Ukurgal (Akurgal) i net d'Ur-Nanxe. Va establir el primer imperi testimoniat històricament. El seu nom sumeri era Eannatum però el seu nom "tidnu" (semita?) era Lumma.
Durant el seu regnat, cap al 2470 aC, la ciutat va tenir una gran expansió. Aquest rei va derrotar els exèrcits de la ciutat d'Umma, tradicional enemic de Lagaix (els dos estats es disputaven la regió fronterera de Gu-edinna, i va apropiar-se d'aquells territoris en disputa. El 2460 aC va emprendre diverses campanyes contra Sumer, conquerint Ur, Nippur, Uruk, on governava En-Xakanxa-Ana, Kix, Larsa i Akxak, i va prendre el títol de "Rei de Kix" posant-se sota la protecció de la deessa Inanna protectora d'aquella ciutat. Va fer una expedició contra Mari, i potser va posar fi a la dinastia que regnava en aquella ciutat. Va atacar també el regne d'Elam, i finalment va rebutjar una incursió dels elamites.
El seu déu, en nom del qual deia actuar, era Ningirsu i quan va resultar victoriós es va anomenar "El que sotmet a tots els països". Va construir nombrosos temples especialment a Lagaix. Va reconstruir una ciutat anomenada Nina que podria ser la futura Nínive, on va construir diversos canals i reserves d'aigua.
L'anomenada Estela dels voltors, avui dia al Louvre, es va trobar a Girsu, moderna Telloh (Iraq) el 1881. Està datada a la meitat del tercer mil·lenni. Es coneix també l'anomenat Monument de la victòria, que commemora el triomf d'Eannatum sobre Enakalle d'Umma. Es conserven diverses representacions de la guerra, una de les quals presenta al rei en el seu carro amb una arma corba a la mà dreta, formada per tres barres de metall junt amb uns anells, mentre els que el segueixen, amb elms al cap i llances a les mans, marxen al darrere; en una altra representació una figura, suposadament el rei, circula en carro durant la batalla; una altra imatge mostra el déu Ninurta (deïtat de la guerra) simbolitzant la protecció atorgada a Eannatum En un relat almenys, el rei atribueix la seva victòria a Enlil, la deïtat tutelar de Lagaix.
Eannatum I encara era rei quan la ciutat d'Umma va atacar Lagaix per sorpresa i es va apoderar de la ciutat, matant el sobirà. El va succeir Entemena.